# 日本棘花鱸
日本棘花鱸（学名：Plectranthias japonicus），又名日本棘花鮨、花鱸，为鮨科棘花鮨屬下的一个种。

## 分布
本魚分布於印度西太平洋區，包括印尼、阿拉弗拉海、澳洲、日本、台灣等海域。

## 深度
水深100至300公尺。

## 特徵
本魚體長橢圓形，側扁，體呈赤紅色，腹部白色，體側有6至7條橙黃色或黃色斑點。頭背部斜直；眶間區略凸。眼稍大，長於或等於吻長。口大；下頜前端不具小犬齒。頭部全部被鱗片，包含上下頷及頰部。側線完整，側線鱗孔數30至35枚，側線上鱗2列。背鰭具硬棘5枚，軟條15至16枚，第4棘最長；臀鰭硬棘3枚，軟條7枚；腹鰭腹位，末端延伸不及肛門開口；胸鰭延長，中央之鰭條長於上下方之鰭條，鰭條15至17枚，部份鰭條有分支；尾鰭截形或呈圓形。尾鰭後緣截平或近於圓形，無延長之鰭條。背鰭硬棘部與軟條部之間有深刻。體長可達15公分。

## 生態
本魚棲息在較深的沙礫質海底，為肉食性之魚類，以甲殼類、魚類為主要食物來源。

## 經濟利用
具經濟性的小型食用魚，適合紅燒。